# 클리블랜드 캐벌리어스
클리블랜드 캐벌리어스(영어: Cleveland Cavaliers)는 미국 오하이오주 클리블랜드를 연고로 하는 NBA 동부 콘퍼런스 센트럴 디비전 소속 프로 농구 팀이다.
1970년 NBA에 합류한 이후 오랜 시즌을 뛰었지만 통합우승을 달성하진 못했다. 2003년 NBA 드래프트에서 포워드 르브론 제임스를 뽑은 뒤로는 상승세를 타기 시작하여 2006~2007 시즌 디트로이트 피스턴스를 4승 2패로 꺾고 팀 창단 이후 최초로 동부 컨퍼런스 우승을 달성하는 데 성공했다. 하지만 팀 최초로 진출한 NBA 결승전에서 샌안토니오 스퍼스에게 4패로 패하며 우승 문턱에서 좌절하고 말았다. 팀의 주장인 르브론 제임스를 중심으로 2006년에 영입한 파워포워드(혹은 센터) 벤 월러스, 리투아니아 출신 센터 지드루나스 일가우스카스 등으로 팀을 구성하여 NBA 통합우승에 도전했지만 실패하게 된다.
2010년에 르브론 제임스는 디시전 쇼를 열며 클리블랜드를 떠나 마이애미 히트로 이적을 선언하고, 캐벌리어스에서의 제임스 시대는 저물게 된다. 하지만 2011년 NBA 드래프트에서 1순위 지명권을 쥔 캐빌리어스는 포인트 가드 카이리 어빙을 지명하며, 어빙을 중심으로 다시 팀을 꾸렸다. 이후 르브론 제임스가 팀에 다시 합류하여 카이리 어빙, 케빈 러브와 팀을 구축하여 동부 컨퍼런스를 강호로 자리매김했다. 2016년에는 골든스테이트 워리어스를 꺾고 창단 46년만에 첫 우승을 달성했다.

## 역대 홈경기장

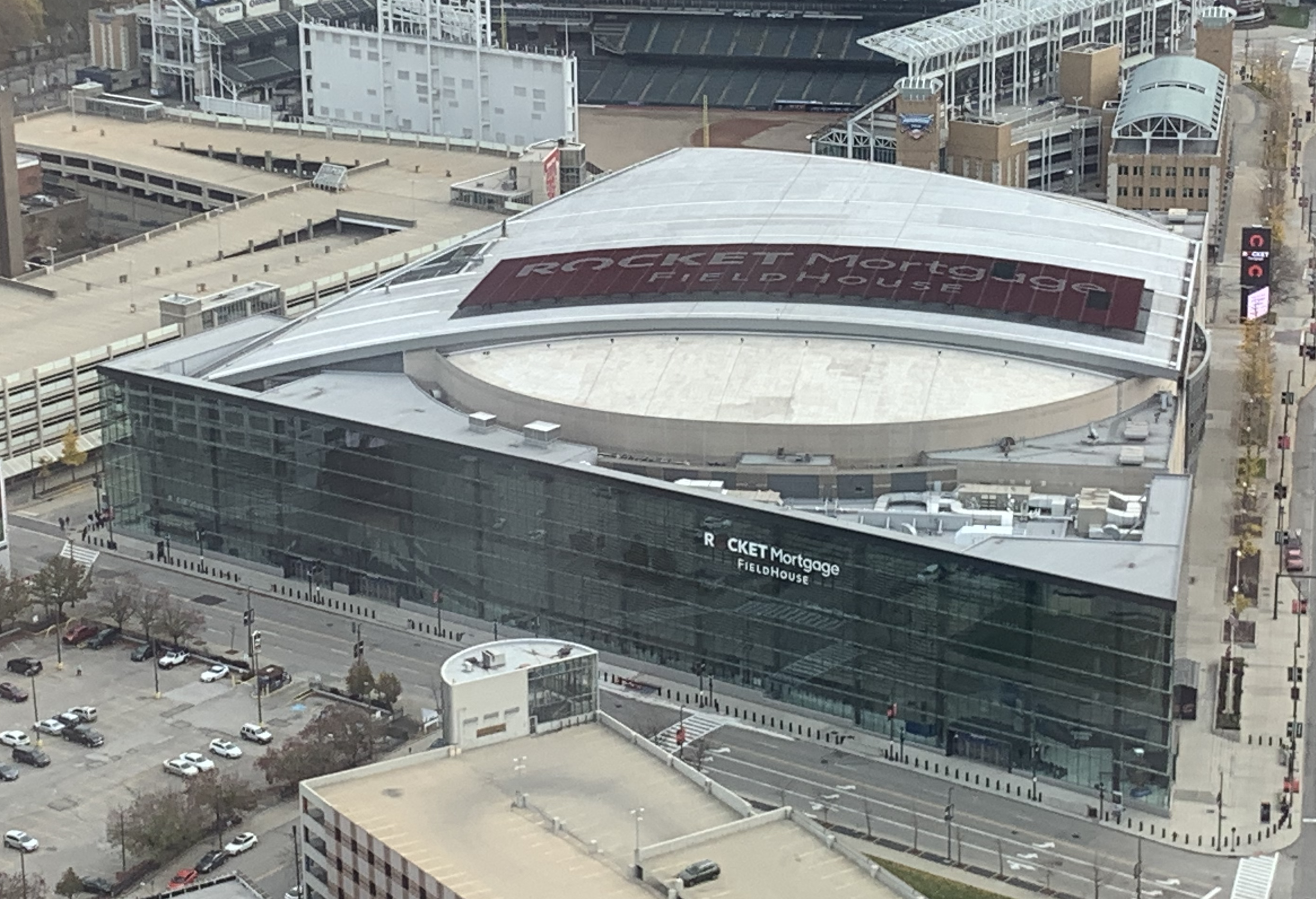
클리블랜드 캐벌리어스의 홈경기장 로키 아레나

| 경기장                | 사용기간      | 수용인원 | 장소                  | 비고                                                                                                |
| --------------------- | ------------- | -------- | --------------------- | --------------------------------------------------------------------------------------------------- |
| 클리블랜드 캐벌리어스 |               |          |                       | |
| 클리블랜드 아레나     | 1970년~1974년 | 10,000명 | 오하이오주 클리블랜드 | 빈칸                                                                                                |
| 콜리시엄 앳 리치필드  | 1974년~1994년 | 20,273명 | 오하이오주 리치필드   | 빈칸                                                                                                |
| 로키 아레나           | 1994년~현재   | 19,432명 | 오하이오주 클리블랜드 | 건드 아레나 (1994년~2005년) 퀴큰 론스 아레나 (2005년~2019년) 로키 모기지 필드하우스 (2019년~2025년) |

## 영구 결번
| 클리블랜드 캐벌리어스 |                         |        |                             |                                                                                     |
| 번호                  | 이름                    | 포지션 | 활동 기간                   | 비고                                                                                |
| 0                     | 케빈 러브               | 포워드 | 2014년~2023년               | 빈칸                                                                                |
| 6                     | 빌 러셀                 | 센터   | 빈칸                        | NBA 최초로 전 구단 영구결번됨.                                                      |
| 7                     | 빙고 스미스             | 포워드 | 1970년~1979년               | 빈칸                                                                                |
| 11                    | 지드루나스 일가우스카스 | 센터   | 1997년~2010년               | 캐벌리어스 역사상 최초로 유럽출신(리투아니아) 선수가 영구결번임.                    |
| 22                    | 래리 낸스               | 포워드 | 1988년~1994년               | 1988년에는 등번호가 6번이었다. 래리 낸스 주니어(2018년~2021년, 2025년~현재) 착용함. |
| 25                    | 마크 프라이스           | 가드   | 1986년~1995년               | 빈칸                                                                                |
| 34                    | 오스틴 카               | 가드   | 1971년~1980년               | 빈칸                                                                                |
| 42                    | 네이트 서먼드           | 센터   | 1975년~1977년               | 빈칸                                                                                |
| 43                    | 브래드 도허티           | 센터   | 1986년~1994년               | 빈칸                                                                                |
| 빈칸                  | 조 테이트               | 빈칸   | 1970년~1981년 1983년~2011년 | 장내 아나운서                                                                       |
| 빈칸                  | 닉 길버트               | 빈칸   | 빈칸                        | 현 구단주 댄 길버트의 아들임.                                                       |

## 월 오브 아너
| 클리블랜드 캐벌리어스 |             |                             |                                           |
| 이름                  | 포지션      | 활동 기간                   | 비고                                      |
| 존 "핫 로드" 월리엄스 | 포워드/센터 | 1986년~1995년               | 빈칸                                      |
| 존 존슨               | 포워드      | 1970년~1973년               | 빈칸                                      |
| 웨인 엠브리           | 단장        | 1986년~1999년               | 스포츠팀 최초의 아프리카계 미국 흑인 단장 |
| 빌 피치               | 단장        | 1970년~1979년               | 최대 단장 그리고 감독                     |
| 닉 밀레티             | 오너        | 1970년~1980년               | 최대 오너                                 |
| 고든 건드             | 오너        | 1983년~2005년               | 빈칸                                      |
| 로이드 B. 프리        | 가드        | 1982년~1986년               | 빈칸                                      |
| 캠피 러셀             | 포워드      | 1974년~1980년 1984년        | 빈칸                                      |
| 레니 윌킨스           | 가드 감독   | 1972년~1974년 1986년~1993년 | 선수 그리고 감독                          |
| 테렐 브랜든           | 가드        | 1991년~1997년               | 빈칸                                      |
| 마이크 미첼           | 포워드      | 1978년~1981년               | 빈칸                                      |
| 짐 콘스               | 센터        | 1974년~1979년               | 빈칸                                      |
| 척 브로스키           | 통계팀장    | 1970년~현재                 | 빈칸                                      |

## 라이벌
- 시카고 불스
- 골든스테이트 워리어스
- 새크라멘토 킹스

## 같이 보기
- 클리블랜드 레벌스
- 클리블랜드 로커스
- 클리블랜드 WNBA 팀